# Sourans
Sourans är en kommun i departementet Doubs i regionen Bourgogne-Franche-Comté i östra Frankrike. Kommunen ligger i kantonen L'Isle-sur-le-Doubs som tillhör arrondissementet Montbéliard. År 2022 hade Sourans 116 invånare.

## Befolkningsutveckling
Antalet invånare i kommunen Sourans
Referens:INSEE